# Ганєєв Марат Саїдович
Ганєєв Марат Саїдович (6 грудня 1964) — російський велогонщик.
Бронзовий призер Олімпійських Ігор 1988 року в гонці за очками.